# Zacualpa
Zacualpa (também conhecida como Sacualpa) é uma cidade da Guatemala do departamento de El Quiché.